# 2003 en Inde
Chronologie de l'Inde
- 1999
- 2000
- 2001
- 2002
- 2003
- 2004
- 2005
- 2006
- 2007

Cette page concerne les évènements survenus en 2003 en Inde :

## Évènement
- Godavari Maha Pushkaram (en)
- 4 janvier : Modification de la stratégie nucléaire de dissuasion minimale crédible (en)
- 19 février : Incident de Muthanga (en)
- avril : Loi sur le contrôle du crime organisé au Gujarat (en)
- 9 avril : Lancement du satellite INSAT-3A (en).
- mai : Loi de 2003 sur l'électricité (en) pour transformer le secteur de l'électricité en Inde.
- 8 mai : Lancement du satellite GSAT-2 (en).
- 14 août : Massacre de Kamalnagar (en)
- 27 septembre : Lancement du satellite INSAT-3E (en).

## Cinéma
- Nandi Awards de 2003 (en)
- 21 février : 48e cérémonie des Filmfare Awards
- 17 mai : 4e cérémonie des International Indian Film Academy Awards à Singapour.

### Sorties de films
- Armaan
- Baaz
- Baghban
- Bhoot
- Boys
- Chalte Chalte
- Chokher Bali
- Chori Chori
- Dhool
- Dil Ka Rishta
- Escape from Taliban
- Fatale Attraction
- Janasheen
- Julie Ganapathi
- Koi... Mil Gaya
- Kuch Naa Kaho
- LOC Kargil
- Main Prem Ki Diwani Hoon
- Maqbool
- Market
- Matrubhoomi, un monde sans femmes
- Mumbai Se Aaya Mera Dost
- Munna Bhai M.B.B.S.
- New York Masala
- Parwana
- Pinjar
- Shubho Mahurat
- Tehzeeb
- Zameen

## Littérature
- The Boyfriend (roman, 2003) (en) premier roman de R. Raj Rao (en)
- Bunker 13 (en) d'Aniruddha Bahal (en)

## Sport
- Championnat d'Inde de football 2002-2003
- Championnat d'Inde de football 2003-2004
- Tournoi de tennis d'Hyderâbâd (WTA 2004)
- Tournoi de tennis de Madras (ATP 2004)
- 24 octobre-1er novembre : Jeux afro-asiatiques à Hyderabad

## Naissance
- Shruti Bisht (en), actrice.

## Décès
- Pandurang Shastri Athavale (en), militant, philosophe.
- Leela Chitnis, actrice.
- Henning Holck-Larsen (en), ingénieur danois, fondateur de la firme Larsen & Toubro basée en Inde.
- G. V. Iyer (en), acteur et réalisateur.
- Mahadeva Subramania Mani (en), entomologiste.
- Narendra Prasad (en), acteur, réalisateur.
- Binod Bihari Verma (mai), écrivain et chef militaire.